# Katalonien
Katalonien (katalanisch Catalunya [kətəˈluɲə], aranesisch (okzitanisch) Catalonha [kataˈluɲa], spanisch Cataluña [kataˈluɲa]) ist eine Region im Nordosten Spaniens zwischen der Mittelmeerküste und den Pyrenäen.
Politisch ist Katalonien eine von 17 autonomen Gemeinschaften Spaniens und gilt aufgrund geschichtlicher und kultureller Besonderheiten neben dem Baskenland und Galicien als eine der „historischen Autonomen Gemeinschaften“ (katalanisch nacionalitats històriques, spanisch nacionalidades históricas). Unabhängigkeitsbestrebungen haben in Katalonien große Bedeutung errungen:
Das katalanische Regionalparlament erklärte Katalonien am 27. Oktober 2017 nach einem umstrittenen Referendum zu einer von Spanien unabhängigen Republik (deren Wirksamkeit vom Präsidenten der Generalitat selbst ausgesetzt wurde), die von der internationalen Staatengemeinschaft nicht anerkannt wurde. Die spanische Regierung erklärte dies als nicht rechtskräftig, setzte daraufhin die Regionalregierung und das Parlament ab. Seit den Neuwahlen zum Regionalparlament vom 21. Dezember 2017 regiert wieder eine separatistisch dominierte Regierung in Katalonien, so dass die Katalonien-Krise weiter schwelt.
Die Hauptstadt der Region ist Barcelona. Die Einwohner heißen Katalanen. Amtssprachen sind Katalanisch, Aranesisch und Spanisch sowie Llengua de Signes Catalana (Katalanische Gebärdensprache).

## Geographie
Im Norden, getrennt durch die Pyrenäen, grenzt Katalonien an Frankreich und Andorra, im Westen an die autonome Region Aragonien und im Südwesten an die Region Valencia. Die höchste Erhebung ist die 3143 Meter hohe Pica d’Estats, ein Gipfel des Montcalmmassivs. Zu Katalonien gehört auch die von französischem Gebiet umgebene Exklave Llívia.
Mit 32121 km² Landfläche ist die autonome Gemeinschaft etwa so groß wie Belgien. Obwohl es sich damit nur über 6,3 % der spanischen Landmasse erstreckt, stellt es mit einer Bevölkerungsdichte von 234 Einwohnern pro Quadratkilometer 15,9 % der Einwohner Spaniens und ist damit fast neunmal so dicht besiedelt wie die Nachbarregion Aragonien, bzw. fast dreimal (2,8 x) so dicht wie der Rest Spaniens.

### Topographie
Das Gebiet Kataloniens kann geomorphologisch in neun Zonen unterteilt werden:
Katalanische Pyrenäen

Karte der Geomorphologie in Katalonien:

Die Hochgebirgsregion der Pyrenäen (katalanisch Pirineus) nimmt einen im äußersten Norden, an der Grenze zu Frankreich und Andorra, liegenden Streifen Kataloniens ein. Hier liegen mehrere Gipfel von über 3000 m Höhe, der Pic de Sotllo (3084 m), Pic de Comaloforno (3033 m), Besiberri Nord (3015 m) und die höchste Erhebung Kataloniens, die Pica d’Estats (3143 m). In dieser Region entspringen auch die Flüsse Noguera Pallaresa, Noguera Ribagorzana, Garona, Llobregat, Ter, und Muga. Zu den Pyrenäen gehört auch die zwischen der Stadt La Jonquera und dem Mittelmeer liegende Gebirgskette Serra de l’Albera, mit dem höchsten Gipfel, dem Puig Neulós (1245 m).
Katalanische Vorpyrenäen
Die Vorpyrenäen (katalanisch Prepirineus) bilden einen etwa 20–45 km breiten gebirgigen Streifen südlich der Pyrenäen, zwischen Aragonien im Westen und der Comarca Garrotxa im Osten. In dieser Region befinden sich die Gebirgszüge Serra del Montsec, Serra de Boumort, el Port de Comte und el Cadí. In den Vorpyrenäen gibt es nur wenige Gipfel von über 2000 m Höhe. Die höchsten Erhebungen, wie der Pedraforca (2497 m) und der Torreta de Cadí (2561 m) befinden sich in der Serra del Cadí.
Serralada Transversal
Das größte Gebiet dieses Gebirges wird durch die Comarca Garrotxa eingenommen, kleinere Teile liegen in den benachbarten Comarcas Osona, Selva und Gironès. Im nordwestlichen Teil der Serrelada Transversal sind die Serra de Milany und Serra de Santa Magdalena, sie bilden einen Übergang zu den Pyrenäen. Im Nordosten grenzt der Gebirgszug an den Fluss Fluvià und im Süden bildet der Fluss Ter eine natürliche Grenze zu den Guilleries, die zum Katalanischen Vorküstengebirge gehören. Teil des Gebirgszuges ist auch das Vulkangebiet von Garrotxa. Die höchste Erhebung ist der Milany (1526 m).
Zentralkatalanische Senke
Die Zentralkatalanische Senke (katalanisch Depressió Central) ist eine fruchtbare Hochebene zwischen 200 und 500 Metern durchzogen von einzelnen Höhenzügen.
Begrenzt wird die Ebene im Norden durch die Vorpyrenäen, im Osten durch die Serralada Transversal, im Südwesten durch das katalanische Vorküstengebirge und im Westen durch die Autonome Gemeinschaft Aragonien. Die Ebenen von Urgell (Plana de Urgell), Vic (Plana de Vic) und Bages (Pla de Bages), das Becken von Barbarà (Conca de Barbarà), sind Teil dieser Senke.
Massive
Einzelne, isolierte Erhebungen oder Höhenzüge von 800 bis 1000 Metern ragen als Massive aus der Zentralkatalanischen Senke heraus.
Katalanisches Vorküstengebirge
Das Katalanische Vorküstengebirge (katalanisch Serralada Prelitoral Catalana) ist ein nicht zusammenhängender Mittelgebirgszug entlang der Küstenlinie, in einem Abstand von 30 bis 60 Kilometern. Die bekanntesten Höhenzüge sind die Guilleries, Montseny, Sant Llorenç del Munt, Montserrat, Montsant, Muntanyes de Prades, Serra de l'Obac, Ports de Tortosa-Beseit und Serra del Montsià.
Katalanisches Küstengebirge
Das Katalanische Küstengebirge (katalanisch Serralada Litoral Catalana) ist ein nicht zusammenhängender Mittelgebirgszug direkt an der Küste, zwischen dem Golf de Roses und dem Fluss Foix. Die Höhenzüge von Nordost nach Südwest: Massís del Montgrí, Massís de les Gavarres, Serra del Montnegre, Serra del Corredor, Serra de Marina, Serra de Collserola und Massís del Garraf.
Küstenebene
Die Küstenebene (katalanisch Depressió Litoral) liegt unmittelbar an der Mittelmeerküste.
Vorküstenebene
Die Vorküstenebene (katalanisch Depressió Prelitoral) bildet eine Ebene in Küstennähe bzw. hinter dem Küstengebirge.

### Städte
Bedeutende Städte neben Barcelona sind Tarragona, Lleida und Girona sowie Manresa, Vic, Igualada, Martorell, Figueres, Reus, Mataró, Terrassa und Sabadell. Die ebenfalls großen Städte L’Hospitalet, Badalona und Santa Coloma de Gramenet grenzen direkt an Barcelona und gehören in dessen Agglomeration.

### Küste
Der Küstenverlauf von etwa 580 km Länge ist vielgestaltig und im Norden an der felsigen Costa Brava geprägt von zahlreichen sandigen kleinen Buchten, den Cales, während im Süden an der Costa Daurada weite Sandstrände vorherrschen. Dazwischen, nördlich von Barcelona liegt die Costa del Maresme und südlich von Barcelona die Costa del Garraf.

### Naturparks
In Katalonien liegen einige der bedeutendsten Naturschutzparks der Iberischen Halbinsel. Dazu gehören im Nordwesten in den Pyrenäen der Nationalpark Aigüestortes i Estany de Sant Maurici, im Nordosten in den Vorpyrenäen der Naturschutzpark Vulkane der Garrotxa, im Süden der Naturpark im Delta des Ebro sowie der Naturpark Cap de Creus am östlichsten Punkt der Iberischen Halbinsel. Der Naturpark Montseny ist zudem von der UNESCO als Biosphärenreservat ausgewiesen worden.
Die Naturparks werden z. B. im Rahmen des Xarxa de Parcs Naturals („Netz der Naturparks“) der Diputació de Barcelona („Provinzialverwaltung der Provinz Barcelona“) verwaltet.

## Politische Gliederung
| Flagge                       | Provinz           | Hauptstadt        | Cod INE           | Anzahl Comarcas | Anzahl Gerichts- bezirke | Anzahl Gemeinden | Einwohner (2024) | Fläche (km²) | Dichte (Einw./km²) |
| ---------------------------- | ----------------- | ----------------- | ----------------- | --------------- | ------------------------ | ---------------- | ---------------- | ------------ | ------------------ |
| Flagge der Provinz Barcelona | Barcelona         | Barcelona         | 08000             | 13              | 25                       | 311              | 5,899,063        | 7.734,39     | 763                |
| Flagge der Provinz Girona    | Girona            | Girona            | 17000             | 9               | 9                        | 221              | 822,952          | 5.917,64     | 139                |
| Flagge der Provinz Lleida    | Lleida            | Lleida            | 25000             | 14              | 7                        | 231              | 451,197          | 12.163,38    | 37                 |
| Flagge der Provinz Tarragona | Tarragona         | Tarragona         | 43000             | 10              | 8                        | 184              | 861,531          | 6.306,24     | 137                |
| Gesamt Katalonien            | Gesamt Katalonien | Gesamt Katalonien | Gesamt Katalonien | 42              | 49                       | 947              | 8,034,743        | 32.121,65    | 250                |

|  |  |

Katalonien ist administrativ in Provinzen, comarques und Gemeinden gegliedert. In Zukunft sollen die vegueries an die Stelle der Provinzen treten.

### Provinzen/vegueries
Seit 1833 bestehen in Katalonien die vier Provinzen Barcelona, Tarragona, Lleida und Girona. Nach dem Autonomiestatut von 2006 und dem katalanischen Regionalgesetz (Llei 30/2010, del 3 d’Agost, de vegueries vom 3. August 2010) sollen an die Stelle der Provinzen sieben sogenannte vegueries treten. Da eine Änderung der Provinzgrenzen nach der spanischen Verfassung jedoch nur durch ein Organgesetz der Cortes Generales, also des gesamtspanischen Parlaments in Madrid, erfolgen kann, werden die sieben im Regionalgesetz vorgesehenen vegueries (L’Alt Pirineu, Barcelona, La Catalunya Central, Girona, Lleida, El Camp de Tarragona, Les Terres del Ebre) erst eingerichtet, wenn die entsprechenden Gesetzesänderungen auf staatlicher Ebene erfolgt sind. Derzeit ist nicht absehbar, ob und wann dies erfolgt, sodass es auf unabsehbare Zeit bei der Gliederung in vier Provinzen bleiben wird.
Die Zuständigkeitsbezirke der Behörden des Verwaltungsunterbaus der Autonomen Gemeinschaft richten sich allerdings teilweise schon jetzt nach dem Gebietsstand der zukünftigen vegueries, während sich die der staatlichen Behörden an dem der vier Provinzen orientieren.
Das über einen Sonderstatus verfügende Val d’Aran soll zunächst der vegueria L’Alt Pirineu angehören und erst später aus dieser Gliederungsebene komplett herausgenommen werden (wofür allerdings auch Gesetzesänderungen auf gesamtspanischer Ebene notwendig sind).

### Comarques

Aufteilung Kataloniens in vier Provinzen und die sieben Territorien (àmbits funcionals territorials) mit den comarques.
Territorien:

Bereits im Jahr 1936 hat die damalige katalanische Autonomieregierung ein Dekret erlassen, das das Territorium in comarques einteilte. Mit dem Beginn der Franco-Diktatur nach der Niederlage republikanischer Truppen im Spanischen Bürgerkrieg wurde dieses Dekret jedoch aufgehoben.
Im Jahr 1987, also 12 Jahre nach dem Tod Francos und dem Übergang in die Demokratie, wurden durch ein Regionalgesetz in Katalonien die vorfranquistischen comarques wiedererrichtet. Die Anzahl dieser 38 „alten“ comarques wurde jedoch um drei weitere erweitert bzw. modifiziert, so dass 1988 insgesamt 41 comarques als Gemeindeverbände eingerichtet wurden. Durch eine Reform im Jahr 2015 wurde eine 42. comarca, das Moianès, errichtet.
Die Grenzen orientieren sich nicht überall an den Provinzgrenzen, d. h., es existieren mehrere comarques, zu denen Gemeinden verschiedener Provinzen gehören. Dies soll sich mit der Ersetzung der Provinzen durch die vegueries ändern, die jeweils das Gebiet mehrerer comarques umfassen werden. Von der Größe her sind die comarques mit Landkreisen in Deutschland vergleichbar.

### Gemeinden
Katalonien ist aufgeteilt in 936 Gemeinden.
- Liste der Gemeinden in der Provinz Barcelona
- Liste der Gemeinden in der Provinz Girona
- Liste der Gemeinden in der Provinz Lleida
- Liste der Gemeinden in der Provinz Tarragona

## Klima
In Katalonien wirken das Mittelmeerklima an der Küste und das Bergklima, das sogenannte voralpinische Klima in der Nähe der Berge: In den vom Mittelmeer geprägten Teilen wechseln sich heiße, trockene Sommer mit milden, regenreichen Wintern ab und in den bergigen Regionen herrscht ein typisches Bergklima mit milden Sommern und sehr strengen Wintern mit reichlich Schnee (Pyrenäen).

## Geschichte

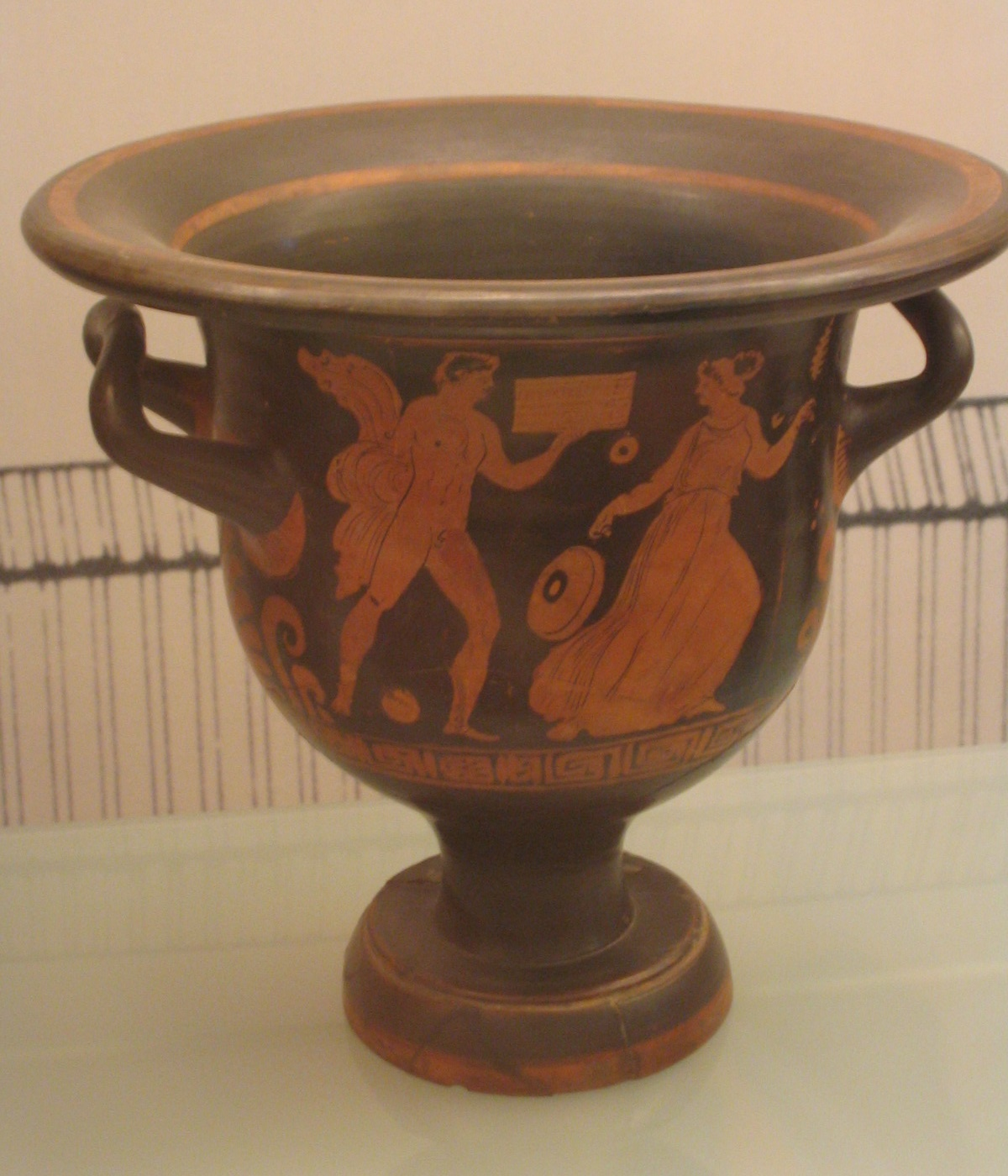
Griechische Amphore, in Empúries gefunden

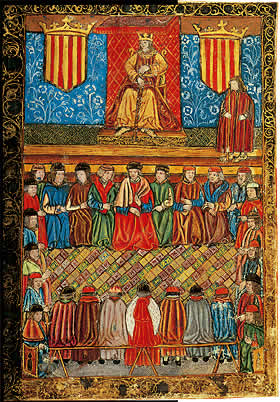
Die Corts Catalanes (aus einer Inkunabel aus dem 15. Jahrhundert)

Die Geschichte Kataloniens reicht bis in das Jahr 1000 v. Chr. zurück, als die Iberer die Pyrenäenhalbinsel besiedelten.
Vor der Besiedelung durch Cro-Magnon-Menschen (Homo sapiens) war die Region bereits von Neandertalern bewohnt, wie Funde in der Höhle Cova Gran de Santa Linya belegen.
In historischer Zeit war Katalonien ursprünglich von Iberern besiedelt, später lag das Küstengebiet im Einflussbereich Karthagos. Ende des 3. Jahrhunderts v. Chr. gewann Rom die Vorherrschaft; die Römer erhoben 19 n. Chr. die Gegend zur römischen Provinz Hispania Tarraconensis. Bereits im 1. Jahrhundert n. Chr. fasste das Christentum Fuß im Bereich des heutigen Katalonien.
Im Zuge des Auflösungsprozesses des Imperium Romanum kamen 418 die Westgoten erstmals mit Polizeiaufgaben betraut nach Spanien, aber erst nach der Schlacht von Vouillé 507 setzten sie sich auf der Iberischen Halbinsel fest. Das Erbe dieses Westgotenreiches behauptete sich am Südhang der Pyrenäen am zähesten. Bis in das 11. Jahrhundert blieb der gotische Rechtskodex Liber Iudicum von 654 in Gebrauch – auch die Einbeziehung der südlichen Pyrenäenregion in das fränkische Markensystem (Spanische Mark) änderte nichts daran.
Die Bewahrung lokaler Eigenständigkeit war jedoch nicht gleichbedeutend mit kultureller Isolation. Der Pyrenäenraum war von jeher ein bevorzugtes Durchzugsgebiet für Kultur und Handel zwischen dem Vorderen Orient und den britischen Inseln.
Im Zuge der kriegerischen Auseinandersetzungen zwischen dem Frankenreich und den Arabern entstanden Ende des 8., Anfang des 9. Jahrhunderts im nördlichen Teil des heute zu Spanien gehörenden Kataloniens und im heute französischen Nordkatalonien mehrere Grafschaften, die zunächst dem westfränkischen bzw. französischen König unterstanden, im Laufe der folgenden Jahrhunderte aber zunehmend selbständiger wurden.
Graf Wilfried der Haarige (katalanisch Guifré el Pilós; † 11. August 897) vereinigte die Grafschaften Urgell, Cerdanya, Barcelona und Girona unter seiner Herrschaft und begründete die Dynastie der Grafen von Barcelona. Ende des 10. Jahrhunderts lösten sich die katalanischen Grafschaften aus der Lehnsherrschaft des westfränkischen Königs. Neben diesen politischen Anführern kommt auch dem geistlichen Führer Abt Oliva, der unter anderem dem damaligen kulturellen Zentrum Kataloniens, der Abtei von Ripoll, vorstand, eine große Bedeutung zu.
Durch den Ehevertrag zwischen Raimund Berengar IV., Graf von Barcelona, und der erst einjährigen Petronila/Peronella, Erbin der Krone Aragoniens, entstand 1137 aus Aragonien und den im 12. Jahrhundert mit Katalonien weitgehend identischen Ländern der Grafen von Barcelona eine Staatsgemeinschaft, die als Krone Aragonien bekannt ist. Durch weitere dynastische Verbindungen sowie Eroberungen wurde sie im Hoch- und Spätmittelalter zur führenden Macht des westlichen Mittelmeerraumes. Ihr wirtschaftliches und kulturelles Zentrum war der katalanische Teil der Staatsgemeinschaft, das Prinzipat Katalonien, dessen Handelsflotte den westlichen Mittelmeerraum beherrschte.

### 15. bis 18. Jahrhundert

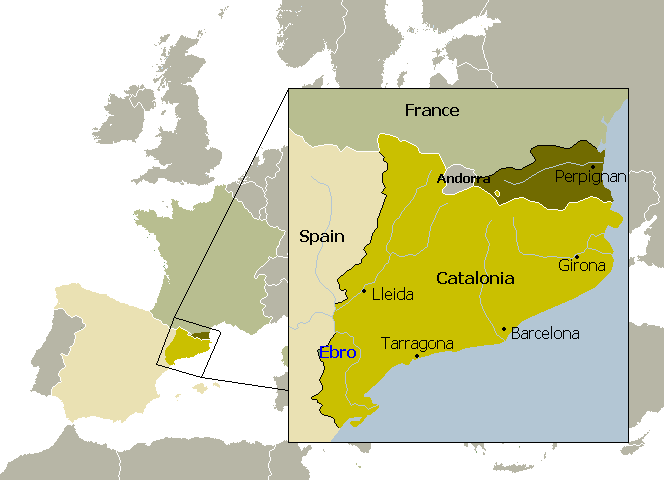
Teilung von Katalonien (1659)

1469 heiratete Ferdinand, Erbe der Krone Aragoniens, seine Cousine Isabella, Erbin von Kastilien. Sie gingen als die Katholischen Könige (katalanisch Els Reis Catòlics) in die Geschichte ein; die Vereinigung Kastiliens mit Aragon erfolgte zunächst als Personalunion; die Vereinigung der beiden Kronen zum Königreich Spanien erfolgte 1516 unter dem späteren Karl V. (Karl der Erste von Spanien); die innere politische Eigenständigkeit Kataloniens blieb dabei aber erhalten.
Im Französisch-Spanischen Krieg von 1635–1659 kam es zu separatistischen Bewegungen in Spanien. Im Jahr 1640 konnte Portugal erfolgreich seine Eigenständigkeit wiedergewinnen (nach dem Tod des letzten portugiesischen Königs im Jahr 1580 war es in die Gebiete der Krone Kastiliens eingegliedert worden). Katalonien versuchte ebenfalls, die frühere Eigenständigkeit wiederzuerlangen, war darin aber nicht erfolgreich. Im Pyrenäenfrieden musste Spanien die katalanischen Gebiete nördlich der Pyrenäen (die historische Grafschaft Rosselló, Nordkatalonien) an Frankreich abtreten, das restliche Katalonien blieb bei Spanien.
Im Spanischen Erbfolgekrieg (1700–1713), in dem es um die Thronfolge nach dem Tod des kinderlos gebliebenen Karl II. ging, unterstützten die meisten Katalanen den Habsburger Thronprätendenten Erzherzog Karl gegen den Bourbonen Philipp von Anjou. Der im Frieden von Utrecht als Sieger hervorgegangene Philipp V. bestrafte Katalonien dafür hart: 1714 ergab sich Barcelona den Truppen Philipps, in den Folgejahren wurden die katalanischen Institutionen aufgelöst, wodurch die katalanische Selbstverwaltung endete. Zum Gedenken dieses Ereignisses wird seit 1980 der 11. September, der Tag der Kapitulation 1714, als katalanischer „Nationalfeiertag“ – Diada Nacional de Catalunya –, begangen.

### Zeit Napoleons
In den Jahren 1812 bis 1814 war Katalonien Teil des französischen Kaiserreichs und zuerst in vier, später in zwei französische Départemente eingeteilt.

### 20. Jahrhundert

Emblem der Generalitat de Catalunya

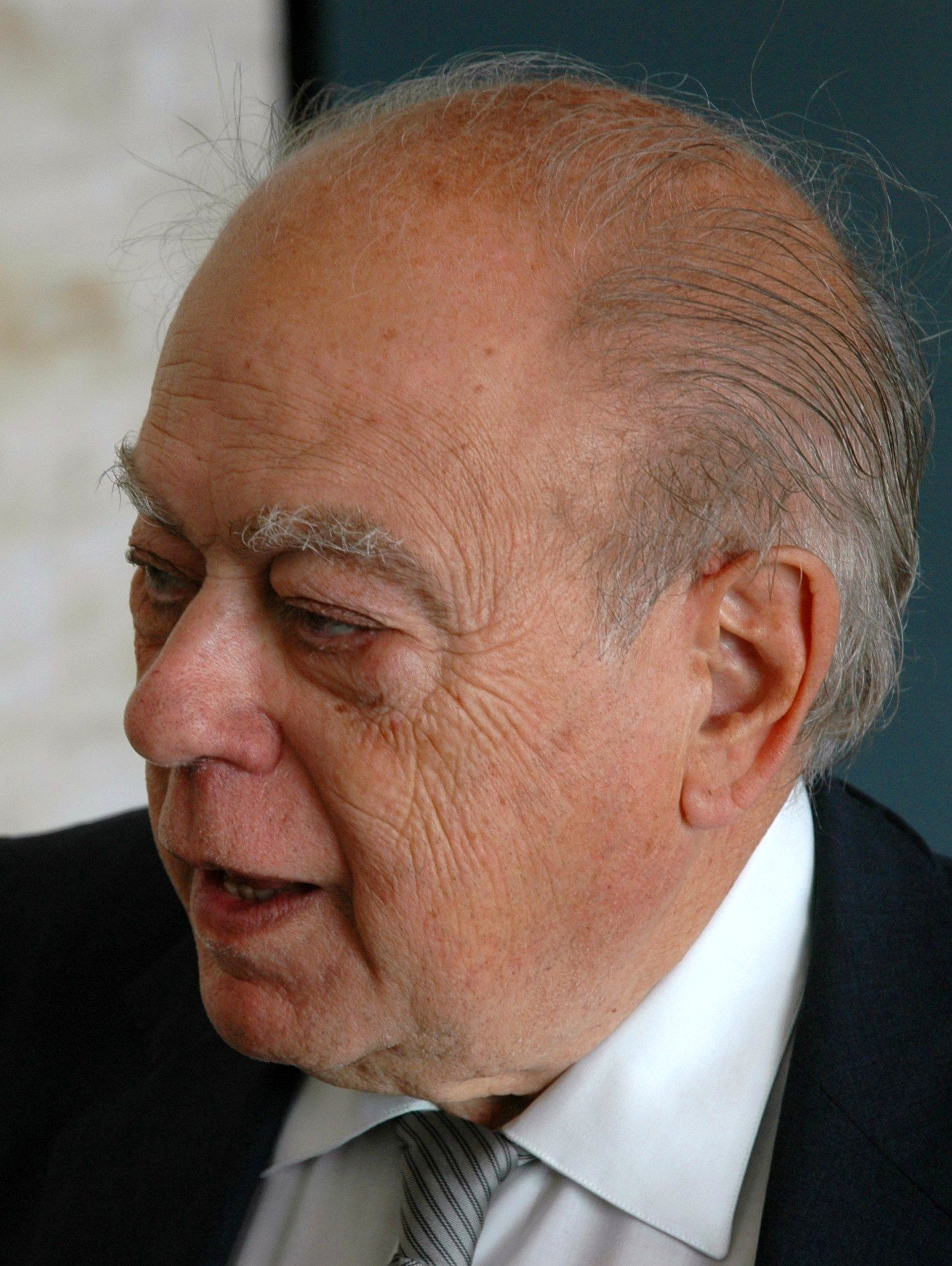
Jordi Pujol, Präsident von Katalonien (1980–2003)

In der Zweiten Republik wurde Katalonien zunächst 1931 eine provisorische Autonomie mit Wiedererrichtung der Generalitat gewährt; diese wurde im Autonomiestatut von 1932 festgeschrieben. Von 1934 bis 1936 war die Autonomie jedoch suspendiert und wurde mit dem Sieg Francisco Francos im Spanischen Bürgerkrieg 1939 aufgehoben. Während des Bürgerkrieges 1936–1939 war Katalonien (vor allem Barcelona) Schauplatz der einzigen (zumindest zeitweise) geglückten anarchistischen Revolution in der Europäischen Geschichte.
Die Generalitat bestand während der Franco-Diktatur im Exil fort. Im Zuge der nach Francos Tod einsetzenden Transition wurde Katalonien 1977 erneut zunächst eine provisorische Autonomie gewährt und der zurückgekehrte Josep Tarradellas als Präsident der Generalitat anerkannt. Auf der Grundlage der demokratischen spanischen Verfassung von 1978 erhielt Katalonien 1979 ein neues Autonomiestatut. In dessen Rahmen wurden die Kompetenzen und auch die Finanzierung der Region immer weiter ausgebaut, meist auf Druck der national-katalanischen Gruppierungen.

## Der Nationalitätsstreit und politische Entwicklungen seit 1978

### Nationalität und Unabhängigkeitsbestrebungen
Aufgrund der historischen, sprachlichen und kulturellen Unterschiede zum übrigen Spanien sieht sich Katalonien als eine eigene Nation. Der Begriff Nation wird dabei im Sinne einer Kulturnation verstanden und nicht über eine ethnische Zugehörigkeit definiert.
Die Frage nach der Selbstbezeichnung als „Nation“ stand 2005 und 2006 im Mittelpunkt der Verhandlungen um das neue Autonomiestatut. Das katalanische Parlament hatte mit großer Mehrheit (88,9 %) gegen die Stimmen des Partido Popular (11,1 %) eine Resolution beschlossen, die Katalonien als „Nation“ bezeichnet. Als dies jedoch im gesamtspanischen Parlament auf Widerspruch stieß, einigte man sich schließlich auf eine Kompromissformel in der Präambel.
Demnach wird einerseits festgehalten, dass „das Parlament Kataloniens das Gefühl und den Willen der Bürger Kataloniens aufgenommen hat, indem es mit großer Mehrheit Katalonien als Nation definiert hat“, andererseits darauf verwiesen, dass „die spanische Verfassung […] die nationale Wirklichkeit Kataloniens als Nationalität anerkennt“. Damit wird der Tatsache Rechnung getragen, dass die spanische Verfassung von 1978 innerhalb der „unauflöslichen“ spanischen Nation nur „Nationalitäten“, nicht aber eigenständige Nationen kennt.
Laut einer Studie aus dem Jahr 2008 befürworten 35 % der Bevölkerung Kataloniens eine staatliche Unabhängigkeit Kataloniens, 45 % sind dagegen, 20 % unentschieden (s. auch unten Ergebnisse der Umfrage 2012). Tendenziell zeigt sich eine signifikant erhöhte Zustimmung zur Unabhängigkeit bei Bürgern, auf die eine oder mehrere der folgenden Eigenschaften zutrifft: hoher Grad an Kenntnissen bzw. Gebrauch des Katalanischen, höherer Bildungsgrad, Geburt in Katalonien, hoher Nutzungsgrad bei Informationsmedien und Wohnsitz außerhalb der Ballungsräume.
In einer symbolischen Volksabstimmung in 166 Gemeinden am 13. Dezember 2009 sprachen sich rund 95 % der Teilnehmer dafür aus, dass Katalonien ein eigener Staat innerhalb der EU werden soll. Die Abstimmungsbeteiligung betrug allerdings nur 27 %.
Seither haben zahlreiche weitere Gemeinden (u. a. Barcelona) analoge Abstimmungen durchgeführt, wobei die Wahlbeteiligung im Durchschnitt bei knapp 20 % lag. Mehr als 90 % der Abstimmenden sprachen sich dabei für die Unabhängigkeit Kataloniens aus. Die Aussagekraft dieser Abstimmungen ist vor allem wegen der niedrigen Wahlbeteiligung umstritten.
Aufgrund der Finanzkrise in Spanien ab 2010, die unter anderem auch Katalonien wegen der hohen Verschuldung besonders traf, gewann die Debatte um die Finanzhoheit an Intensität: Nationalistische Politiker sahen die Regierung in Madrid bzw. die innerstaatlichen Transferleistungen als Grund für die hohe Verschuldung der wirtschaftsstarken Region.
Am 12. Dezember 2013 kündigten Ministerpräsident Artur Mas und Vertreter der Parteien CiU, ERC, ICV-EUiA und CUP an, am 9. November 2014 in Katalonien ein Referendum über die politische Zukunft Kataloniens durchführen zu wollen, in dem die Frage einer Unabhängigkeit von Spanien zur Abstimmung gestellt werden sollte. Da eine solche Volksabstimmung einen Bruch der spanischen Verfassung bedeutet hätte, wurde zuletzt von einer Volksbefragung gesprochen, über deren politische Auswirkungen Unklarheit herrscht.
Am 9. November 2014 hat sich bei der inoffiziellen Volksbefragung in Katalonien eine Mehrheit von 80,1 % für die Unabhängigkeit Kataloniens ausgesprochen; dabei hatten etwa 2,25 Millionen Menschen ihre Stimme abgegeben – die Zahl der stimmberechtigten Katalanen gab die Regionalregierung mit 5,4 Millionen an (Hierbei wurden jedoch die zur Abstimmung zugelassenen in Katalonien wohnhaften Ausländer nicht berücksichtigt, gemäß den Daten des Instituto Nacional de Estadística läge die Zahl der Wahlberechtigten bei rund 6,2 Millionen,
womit die Wahlbeteiligung etwa ein Drittel betragen würde).
Im Januar 2015 einigten sich ERC-Chef Oriol Junqueras und Ministerpräsident Mas unter Beteiligung der Vorsitzenden zweier aktivistischer Organisationen, Òmnium Cultural und ANC, darauf, vorgezogene Neuwahlen zum Regionalparlament durchzuführen und diese gleichzeitig als indirektes Plebiszit zur Frage der Unabhängigkeit zu betrachten. Bei der Wahl am 27. September 2015 verfehlten diejenigen Parteien, die eine einseitige Unabhängigkeitserklärung befürworteten, mit zusammen knapp 48 % die Mehrheit der Abstimmenden.

### Weg in die Krise
Seit 1978 besitzt Katalonien den Status einer Autonomen Gemeinschaft innerhalb des spanischen Staates. Unter diesen ragt Katalonien gemeinsam mit den übrigen „historischen“ Autonomen Gemeinschaften, dem Baskenland, Galicien und Navarra durch ein besonders hohes Maß an eigenen Befugnissen in Gesetzgebung und Verwaltung hervor. Unter anderem verfügt Katalonien über eine eigene Polizeieinheit, die Mossos d’Esquadra, die nach und nach die Aufgaben der spanischen Polizei auf katalanischem Gebiet übernimmt. Auch in zahlreichen anderen Politikfeldern, so etwa der Bildungs-, der Gesundheits- und der Wirtschaftspolitik, verfügt Katalonien über weitreichende Kompetenzen. Diese sind im Autonomiestatut niedergelegt, das einerseits die Befugnisse der Autonomen Gemeinschaft gegenüber denen des spanischen Staates abgrenzt, andererseits das Zusammenspiel der katalanischen Institutionen regelt und somit als funktionales Äquivalent einer Verfassung fungiert. Es bedarf der Zustimmung des katalanischen Parlaments, des spanischen Parlaments (in Form eines Organgesetzes) und der katalanischen Bevölkerung durch ein Referendum. Das erste Autonomiestatut von 1978 wurde 2006 durch eine Neufassung mit erweiterten Kompetenzen abgelöst.
Die Politik in Katalonien wurde seit dem Jahr 1980 von dem christdemokratisch-nationalkatalanisch geprägten Parteienbündnis CiU unter ihrem Vorsitzenden Jordi Pujol geprägt. Von 1980 bis zum Jahr 2006 erzielte CiU bei Wahlen viermal relative und dreimal absolute Mehrheiten und stellte mit Pujol bis 2003 ununterbrochen den Regierungschef Kataloniens (katalanisch: President de la Generalitat). Von 2003 bis zum Jahr 2011 wurde Katalonien von den Sozialisten (PSC) in einer Koalition mit zwei weiteren Linksparteien regiert. Präsident der Generalitat war von 2003 bis 2006 Pasqual Maragall und von 2006 bis 2010 José Montilla (beide PSC). 2006 erhielt Katalonien ein neues Autonomiestatut mit erweiterten Kompetenzen.
Teile des Autonomiestatuts wurden auf Betreiben der konservativen Partei Partido Popular durch das spanische Verfassungsgericht im Jahr 2010 wieder zurückgenommen, woraufhin sich die Unabhängigkeitsbestrebungen Kataloniens deutlich verstärkten.

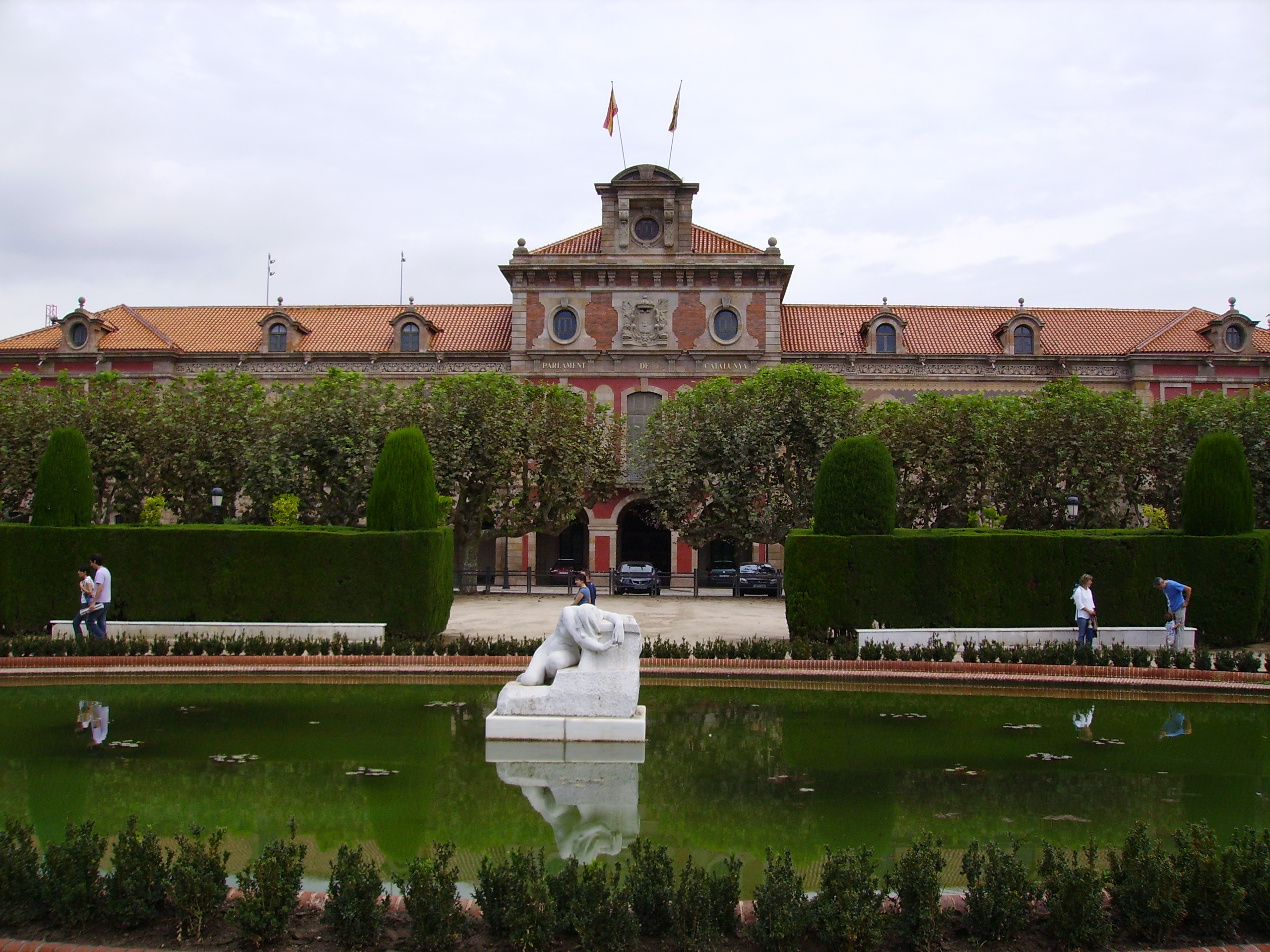
Das Parlament von Katalonien

Entwicklung des prozentualen Stimmenanteils der Parteien bei den Wahlen zum katalanischen Parlament und die in Katalonien während der jeweiligen Legislaturperiode regierenden Parteienkoalitionen

Das Parlament Kataloniens (Parlament de Catalunya) besteht aus 135 Abgeordneten, die alle vier Jahre in direkten allgemeinen Wahlen gewählt werden. Es wählt seinerseits den Präsidenten der Generalitat de Catalunya (President de la Generalitat de Catalunya), der das Oberhaupt der regionalen Selbstverwaltung ist. Der Präsident der Generalitat kann (Autonomiestatut, Art. 67 Nr. 8) einen Conseller Primer (so viel wie Premierminister) ernennen und ernennt die übrigen consellers (so viel wie Ressortminister), die zusammen den Consell Executiu oder Govern de la Generalitat de Catalunya (Regionalregierung) bilden. Alle Institutionen der regionalen Selbstverwaltung zusammen (Parlament, Präsident und Regierung) bilden die Generalitat de Catalunya. Katalonien erhält gegenwärtig ebenso wie die übrigen Autonomen Gemeinschaften Spaniens mit Ausnahme des Baskenlandes und Navarras 33 Prozent der in dieser Region erhobenen Einkommensteuern.
Im regionalen Parteiensystem Kataloniens ist, bedingt durch die historischen Auseinandersetzungen mit der spanischen Zentralgewalt und das Bewusstsein kultureller Eigenständigkeit, der Zentrum-Peripherie-Cleavage stark ausgeprägt; demnach stehen sich Vertreter einer stärkeren Autonomie bzw. Unabhängigkeit der Region (in der Regel als „katalanische Nationalisten“ bezeichnet) und Anhänger eines starken spanischen Zentralstaates gegenüber. Diese Konfliktlinie deckt sich nicht mit den anderen des politischen Spektrums, sondern liegt quer zu ihnen. Die Parteien sind wie folgt zu kennzeichnen:
- Partit Demòcrata Europeu Català (PDeCAT), hervorgegangen aus Convergència i Unió (Konvergenz und Union – CiU), ein im Juni 2015 unter Korruptionsvorwürfen aufgelöstes Bündnis aus einer liberalen (Convergència Democràtica de Catalunya – CDC) und einer christdemokratischen (Unió Democràtica de Catalunya – UDC) Partei, geeint durch einen gemeinsamen gemäßigten katalanischen Nationalismus. Das Bündnis befürwortete eine wesentlich stärkere Autonomie. Zur Frage der Unabhängigkeit Kataloniens gab es keine einheitliche programmatische Parteilinie, die letztendlich zur Auflösung des Bündnisses beigetragen hat. In Frage einer möglichen Unabhängigkeit haben PDeCat und insbesondere das aus ihr hervorgegangene Wahlbündnis mit Unabhängigen, Junts per Catalunya, eine zunehmend radikalere Maximalposition bezogen.
- Esquerra Republicana de Catalunya (Republikanische Linke Kataloniens – ERC): Links, strebt eine staatliche Unabhängigkeit Kataloniens an, lehnt die spanische Monarchie ab. Tritt in Katalonien und darüber hinaus in den anderen „Katalanischen Ländern“ (den Autonomen Gemeinschaften Valencia und Balearen, dort zumeist in Listenverbindungen mit anderen Parteien des linken und grünen Spektrums) zu Wahlen an. Nach Oktober 2017 nahm die ERC zunehmend eine moderatere Stellung in der Unabhängigkeitsfrage ein und drängt auf eine Verhandlung mit der Regierung in Madrid.
- Partit dels Socialistes de Catalunya (Partei der Sozialisten Kataloniens – PSC): Als eigene Partei verfasster Landesverband der spanischen Sozialisten (PSOE), sozialdemokratische Programmatik. Befürwortet ebenfalls – obgleich in geringerem Maß als die CiU/PDeCAT/Junts – eine Stärkung der regionalen Autonomie, wird jedoch schon aufgrund ihrer Verbindung mit einer gesamtspanischen Partei nicht als katalanisch-nationalistisch bezeichnet.
- Partido Popular (Volkspartei – PP): rechtskonservativ, lehnt den katalanischen Nationalismus ausdrücklich ab. Tritt in ganz Spanien zu Wahlen an und hat in Katalonien stetig an Bedeutung verloren.
- Iniciativa per Catalunya Verds (Initiative für Katalonien Grüne – ICV): Zusammenschluss der aus der früheren kommunistischen Partei hervorgegangenen Iniciativa per Catalunya und den regionalen Grünen, verortet sich links von den Sozialisten. Tritt nur in Katalonien zu Wahlen an, zuletzt jedoch in Listenverbindung mit der gesamtspanischen Izquierda Unida (Vereinigte Linke).
- Ciutadans – Partit de la Ciutadania (Bürger – Partei der Bürgerschaft – C’s): Liberal mit zentralistischer Tendenz, lehnt den katalanischen Nationalismus explizit ab. Die neugegründete Partei trat erstmals bei den Regionalwahlen 2006 an und wurde im Zuge der Katalonien-Krise bei den Parlamentswahlen in Katalonien 2017 zur stärksten politischen Kraft und bedeutendsten Opposition zu den Unabhängigkeitsbestrebungen. Bei den Wahlen 2021 verlor sie aber über 80 % ihrer Stimmen und ist derzeit die siebtstärkste Partei im Parlament.
- Candidatura d’Unitat Popular (Kandidatur der Volkseinheit – CUP): Die linksradikale CUP bezeichnet sich in ihrem Wahlprogramm selbst als „basisdemokratische politische Organisation nationaler Prägung, die auf dem gesamten Territorium der Katalanischen Länder aktiv ist und für einen von Spanien unabhängigen, sozialistischen, ökologisch nachhaltigen, territorial ausgeglichenen und von jeder Art paternalistischer Dominanz freien Staat arbeitet“. Sie befürwortet eine einseitige Unabhängigkeitserklärung gegenüber Spanien. Die Partei ist seit den Parlamentswahlen 2012 im Parlament vertreten und konnte mit der Wahl 2015 ihre Sitzanzahl mehr als verdreifachen.
- Solidaritat Catalana per la Independència (Katalanische Solidarität für die Unabhängigkeit – SI): Zusammenschluss mehrerer politischer Gruppierungen, die für die Unabhängigkeit Kataloniens und die Bildung eines eigenen Staats im Rahmen der Europäischen Union eintraten. Sie wurde vor den Wahlen 2010 gegründet, bei denen sie mit Joan Laporta, dem früheren Präsidenten des FC Barcelona, als Spitzenkandidat antrat. Mittlerweile ist das Parteienbündnis wieder aus dem Parlament ausgeschieden. Das politische Ziel, eine Unabhängigkeit Kataloniens von Spanien, wird jedoch mittlerweile von einer Mehrzahl der im Parlament vertretenen Parteien unterstützt.

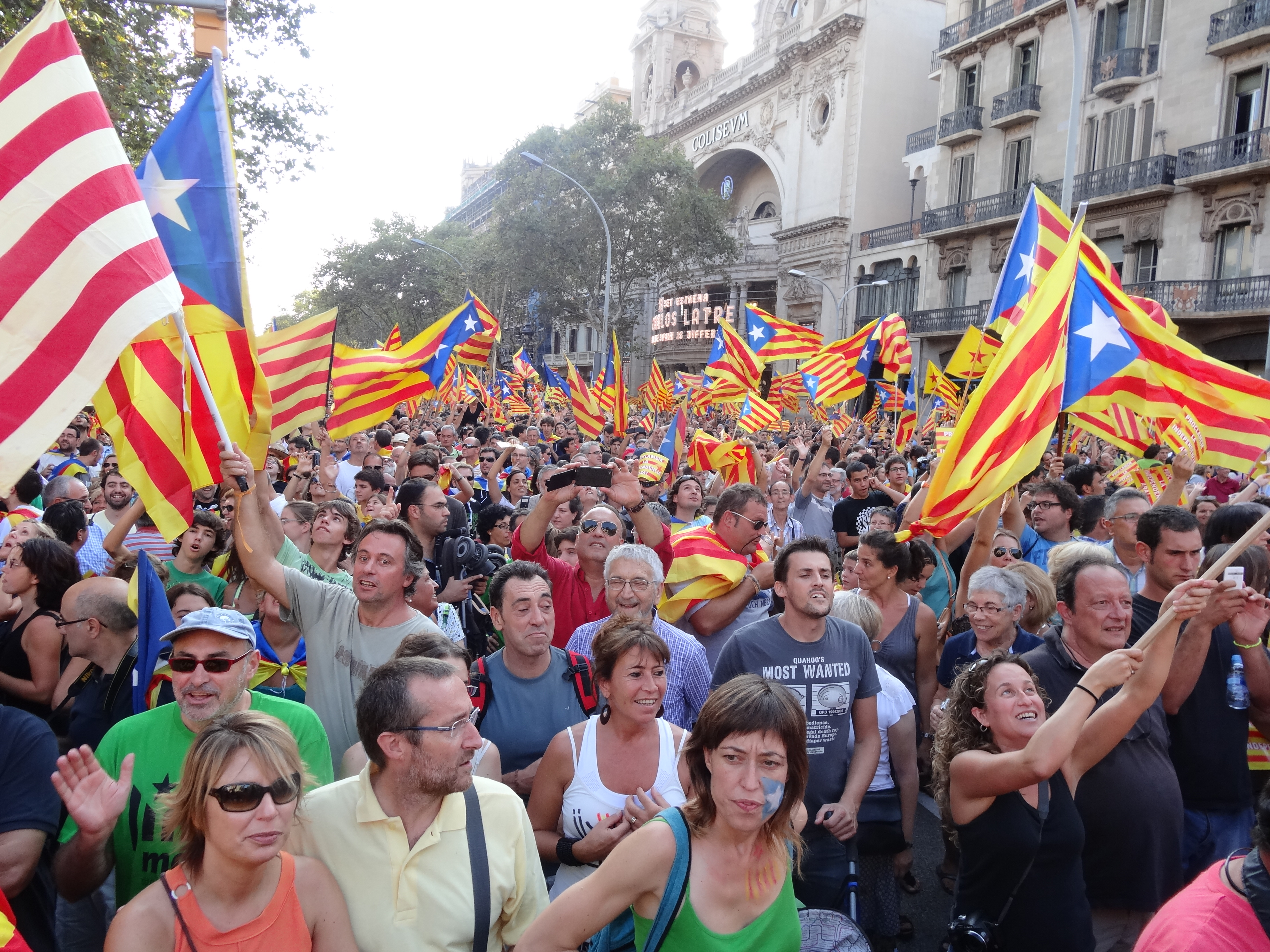
Kundgebung am 11. September 2012 in Barcelona

Durch diese heterogene Konstellation ergeben sich vielfältige Bündnismöglichkeiten, die zugleich jeweils spezifisches Konfliktpotenzial aufweisen. So hält sich die ERC neben der Möglichkeit einer gemeinsamen linken Koalition mit PSC und ICV auch die Option eines Bündnisses mit der CDC und anderen die Unabhängigkeit anstrebenden Bewegungen (v. a. die CUP) offen. Im ersteren Fall begünstigt die gemeinsame linke Programmatik die Zusammenarbeit, diese wird jedoch erschwert durch unterschiedliche Ansichten zur Autonomie sowie Unabhängigkeit der Region und die gesamtspanische Einbindung der PSC; im zweiten Fall wären Gemeinsamkeiten und Gegensätze umgekehrt, wobei die Gemeinsamkeiten mit der CUP aufgrund des linken Profils beider Parteien im Gegensatz zur liberalen Haltung der CDC stehen.
Mit den 1980 stattfindenden ersten Regionalwahlen nach der Franco-Diktatur begann die langjährige Regierungszeit der CiU unter dem Präsidenten der Generalitat Jordi Pujol. Sie endete erst im Jahr 2003, als Pujol nicht mehr zur Wahl am 16. November antrat und sich danach eine Koalition aus PSC, ERC und ICV unter Pasqual Maragall (PSC) bildete. Dieser gelang zwar eine grundlegende Überarbeitung des Autonomiestatuts und damit eine Stärkung der regionalen Kompetenzen. Da jedoch in den Verhandlungen mit dem spanischen Parlament erhebliche Kompromisse gemacht wurden, lehnte die ERC die Reform als nicht weitreichend genug ab, was zum Ende der Koalition und vorzeitigen Neuwahlen am 1. November 2006 führte; dabei trat Maragall nicht mehr an. Der sozialistische Spitzenkandidat José Montilla bildete nach der Wahl erneut eine Koalition mit ERC und ICV und wurde Präsident der Generalitat.

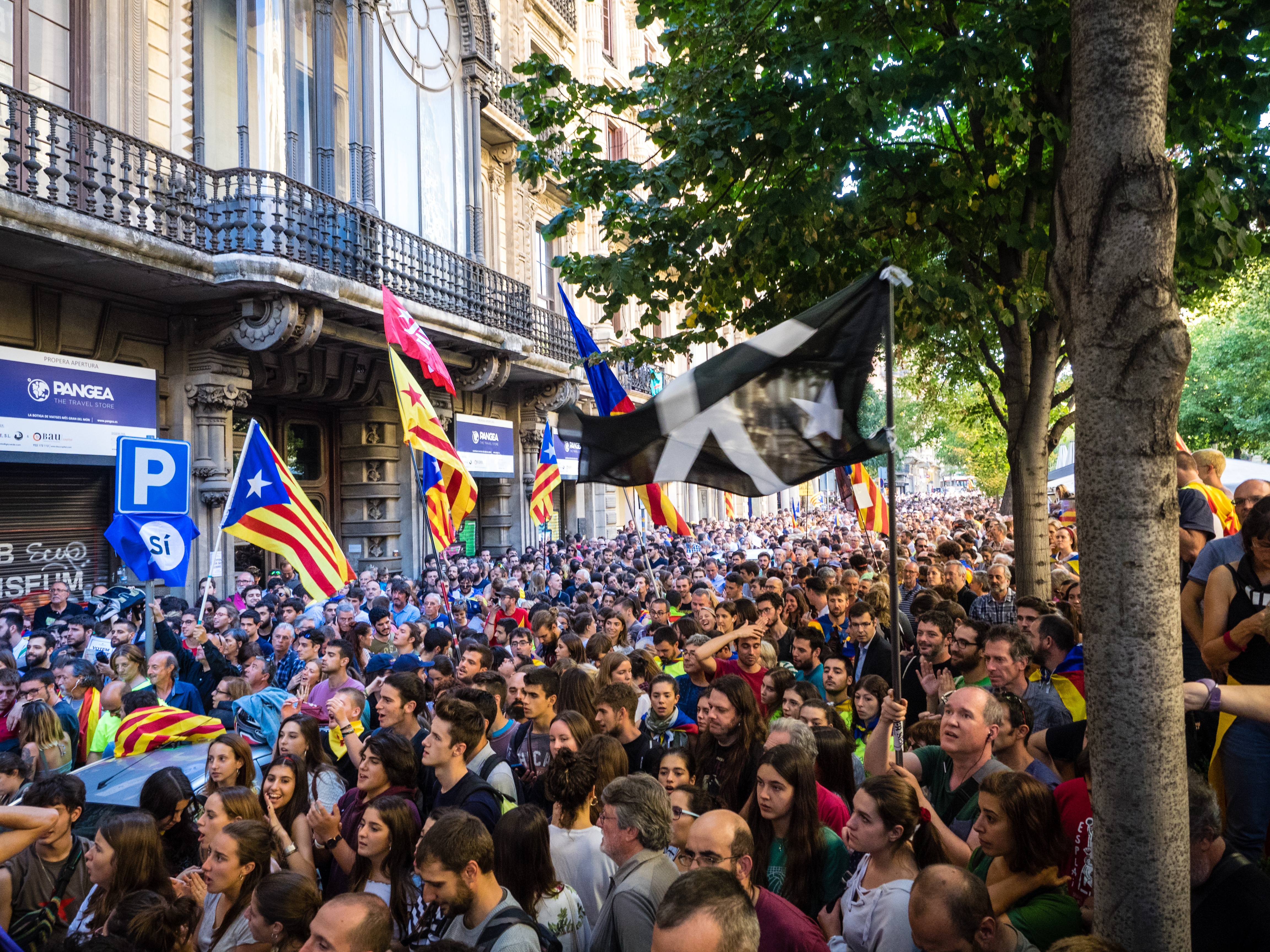
Demonstration von Referendumsbefürwortern vor dem katalanischen Wirtschaftsministerium am 20. September 2017

Die Wahlen vom 28. November 2010 führten zu einem Regierungswechsel. Die Parteien der seit 2003 regierenden Linkskoalition verloren insgesamt 22 Sitze. Wahlsieger war die CiU mit ihrem Spitzenkandidaten Artur Mas, die nur sechs Mandate von der absoluten Mehrheit entfernt blieb. Mas wurde am 23. Dezember 2010 im zweiten Wahlgang mit den Stimmen seiner Partei bei Enthaltung der PSC und gegen die Nein-Stimmen der restlichen Fraktionen zum Präsidenten der Generalitat gewählt. Er stand in dieser Legislaturperiode einer Minderheitsregierung der CiU vor. Von 2010 bis 2016 war Artur Mas (CDC; ehem. CiU) Präsident der Generalitat.
Nach der Massendemonstration für die Unabhängigkeit am 11. September 2012 (siehe oben: Nationalität und Unabhängigkeitsbestrebungen) und dem Scheitern der Gespräche mit der Zentralregierung in Madrid über eine Neuordnung der Finanzbeziehungen zwischen dem Staat und Katalonien löste Ministerpräsident Mas das Regionalparlament auf und beraumte Neuwahlen für den 25. November 2012 an. In seiner letzten Sitzung vor der Wahl verabschiedete das katalanische Parlament am 27. September 2012 eine Resolution, in der die Regionalregierung aufgefordert wird, in der nächsten Legislaturperiode eine Volksbefragung über die „kollektive Zukunft des katalanischen Volkes“ durchzuführen.
Bei den Wahlen am 25. November 2012 wurde die CiU erneut stärkste Kraft, verfehlte das selbst gesetzte Ziel einer „deutlichen Mehrheit“ jedoch klar und verlor im Vergleich zu 2010 sogar zwölf Sitze. Erhebliche Verluste erlitt auch die PSC (acht Sitze weniger), während die ERC die Zahl ihrer Mandate mehr als verdoppeln konnte (auf 21 Sitze) und nunmehr die zweitstärkste Partei darstellt. Die bisherige Kleinpartei Ciutadans konnte ihren Mandatsstand sogar verdreifachen (auf 9 Sitze). Neu im Parlament vertreten ist die linksradikale Unabhängigkeits-Partei CUP. Die Mandatszahl der katalanistischen Parteien sank somit insgesamt um 2 Mandate, wobei jedoch die linken katalanistischen Parteien deutlich hinzugewannen.
Bei den Wahlen am 27. September 2015 verschoben sich die politischen Fronten jedoch deutlich. Der entscheidende Streitpunkt war die Frage der katalanischen Unabhängigkeit. Die CiU hatte sich vor der Wahl gespalten, und die die Unabhängigkeit befürwortende Teilpartei CDC bildete gemeinsam mit der ERC das Wahlbündnis JxSí. JxSí gewann fast 40 % der Stimmen im Regionalparlament und stellte als stärkste Kraft gemeinsam mit der CUP die Regierung. Zum Ministerpräsidenten wurde am 12. Januar 2016 der Bürgermeister von Girona, Carles Puigdemont (PDeCAT als eine der Teilformationen der JxSi), gewählt. Als zentrales Wahlversprechen kündigte er für 2017 ein Referendum über die Unabhängigkeit Kataloniens an, das unter umstrittenen Bedingungen am 1. Oktober 2017 durchgeführt wurde. Am 10. Oktober 2017 unterschrieb Puigdemont ein als Unabhängigkeitsdeklaration bezeichnetes Dokument, setzte aber den Unabhängigkeitsprozess aus, um mit der Regierung in Madrid in Verhandlungen zu treten. Die spanische Regierung lehnte solche Verhandlungen ab, da das Referendum illegal gewesen sei. Am 21. Oktober erklärte die spanische Regierung die Entmachtung der katalanischen Regionalregierung und kündigte Neuwahlen an. Dabei wurde der Artikel 155 der spanischen Verfassung aktiviert, der dem deutschen Bundeszwang ähnelt. Rajoy kündigte an, die verfassungsmäßige Ordnung und wirtschaftliche Stabilität in Katalonien wiederherzustellen. Das katalanische Regionalparlament erklärte daraufhin am 27. Oktober 2017 Katalonien zu einer unabhängigen Republik; die spanische Regierung erklärte dies als nicht rechtskräftig, setzte die Regionalregierung unter Puigdemont ab, löste das Parlament auf und kündigte Neuwahlen für den 21. Dezember 2017 an. Die internationale Staatengemeinschaft hat die Unabhängigkeit nicht anerkannt.
Bei den Neuwahlen im Dezember 2017 gewannen die offen separatistischen Parteien (Junts per Catalunya, ein Wahlbündnis um PDeCAT, ERC und CUP) wiederum eine knappe Mehrheit im Parlament, ohne jedoch die Stimmmehrheit erhalten zu haben. Neuer Ministerpräsident der Regionalregierung wurde Ende Mai 2018 Quim Torra, nachdem Puigdemont und Minister seiner Regierung von der spanischen Justiz angeklagt worden waren und sich teilweise ins Ausland abgesetzt hatten. Trotz Dialogangebot aus Madrid setzte Torra weiterhin auf Konfrontation und erklärte, sein einziges Ziel sei die volle Unabhängigkeit und der Bruch mit Spanien.
Bei den Wahlen am 14. Februar 2021 wurde zwar der PSOE stärkste Partei, allerdings konnten die nationalistischen und separatistischen Parteien ihre Parlamentsmehrheit behaupten. Der ERC-Politiker Pere Aragonès wurde am 21. Mai 2021 zum Ministerpräsidenten gewählt.
| Partei                                                                 | 2021         | 2021  | 2017          | 2017  | 2015          | 2015  | 2012          | 2012  | 2010          | 2010  | 2006          | 2006  | 2003          | 2003  | 1999          | 1999  |
| Partei                                                                 | Stimm-anteil | Sitze | Stimm- anteil | Sitze | Stimm- anteil | Sitze | Stimm- anteil | Sitze | Stimm- anteil | Sitze | Stimm- anteil | Sitze | Stimm- anteil | Sitze | Stimm- anteil | Sitze |
| ---------------------------------------------------------------------- | ------------ | ----- | ------------- | ----- | ------------- | ----- | ------------- | ----- | ------------- | ----- | ------------- | ----- | ------------- | ----- | ------------- | ----- |
| Partit dels Socialistes de Catalunya (PSC-PSOE)                        | 23,03 %      | 33    | 13,88 %       | 17    | 12,72 % 4     | 16    | 14,43 %       | 20    | 18,4 %        | 28    | 26,8 %        | 37    | 31,2 %        | 42    | 37,9 %        | 52    |
| Esquerra Republicana de Catalunya (ERC)                                | 21,30 %      | 33    | 21,39 %       | 32    | - 3           | -     | 13,86 %       | 21    | 07,0 %        | 10    | 14,0 %        | 21    | 16,5 %        | 23    | 08,7 %        | 12    |
| Junts per Catalunya (JuntsxCat)                                        | 20,07 %      | 32    | 21,65 %       | 34    |               |       |               |       |               |       |               |       |               |       |               |       |
| Vox (VOX)                                                              | 7,76 %       | 11    | -             |       | -             | -     | -             | -     | -             | -     | -             | -     | -             | -     | -             | -     |
| Candidatura d’Unitat Popular (CUP)                                     | 6,68 %       | 9     | 4,45 %        | 4     | 08,21 %       | 10    | 03,48 %       | 3     | –             | –     | –             | –     | –             | –     | –             | –     |
| Catalunya en Comu-Podem                                                | 6,87 %       | 8     | 7,45 %        | 8     | 08,94 % 5     | 11    | -             | -     | -             | -     | -             | -     | -             | -     | -             | -     |
| Ciutadans – Partit de la Ciutadania (C’s)                              | 5,58 %       | 6     | 25,37 %       | 36    | 17,90 %       | 25    | 07,85 %       | 9     | 03,4 %        | 3     | 03,0 %        | 3     | –             | –     | –             | –     |
| Partido Popular (PP)                                                   | 3,85 %       | 3     | 4,24 %        | 4     | 08,49 %       | 11    | 12,99 %       | 19    | 12,4 %        | 18    | 10,6 %        | 14    | 11,9 %        | 15    | 09,5 %        | 12    |
| Junts pel Sí (JxSí)                                                    | -            |       | -             |       | 39,59 % 1     | 62    | -             | -     | -             | -     | -             | -     | -             | -     | -             | -     |
| Convergència i Unió (CiU)                                              | -            |       | -             |       | - 2           | -     | 30,68 %       | 50    | 38,4 %        | 62    | 31,5 %        | 48    | 30,9 %        | 46    | 37,7 %        | 56    |
| Iniciativa per Catalunya Verds – Esquerra Unida i Alternativa (ICV-EA) | -            |       | -             |       | - 6           | -     | 09,89 %       | 13    | 07,4 %        | 10    | 09,6 %        | 12    | 07,3 %        | 9     | 03,9 %        | 3     |
| Unió Democràtica de Catalunya (UDC)                                    | -            |       | -             |       | 02,51 %       | 0     | -             | -     | -             | -     | -             | -     | -             | -     | -             | -     |
| Solidaritat Catalana per la Indepèndencia (SI)                         | -            |       | -             |       | -             | -     | 01,28 %       | 0     | 03,3 %        | 4     | –             | –     | –             | –     | –             | –     |
| Sonstige                                                               | 4,12 %       | -     | 1,57 %        |       | 01,12 %       | 0     | –             | 0     | 09,7 %        | 0     | 04,5 %        | 0     | 02,2 %        | 0     | 02,3 %        | 0     |
| Gesamt                                                                 | 100 %        | 135   | 100 %         | 135   | 100 %         | 135   | 100 %         | 135   | 100 %         | 135   | 100 %         | 135   | 100 %         | 135   | 100 %         | 135   |

## Wirtschaft
[veraltet]

### Wirtschaftliche Entwicklung
Katalonien ist mit einem BIP von 281.845,1 Millionen Euro im Jahr 2023 die wirtschaftsstärkste Autonome Gemeinschaft Spaniens. Katalonien zählte (wie auch das Baskenland) zu den am frühesten und intensivsten industrialisierten Regionen Spaniens. Daher kam es bis weit in das 20. Jahrhundert hinein zu einer Einwanderung vieler Spanier aus ärmeren Regionen wie Andalusien und Extremadura. Bei der Höhe des Bruttoinlandsprodukts je Einwohner lag Katalonien im Jahr 2023 nach Madrid und dem Baskenland auf dem dritten Platz, im Vergleich mit dem BIP der EU ausgedrückt in Kaufkraftstandards erreicht die Region einen Index von 103 (EU-27=100). Während die Arbeitslosenquote im Jahre 2005 noch bei 6,9 % (zum Vergleich: Gesamtspanien: 9,2; EU-28: 9,0 %) lag, so nahm sie im Zuge der Wirtschaftskrise stark zu und lag 2013 bei 23,1 % (Spanien: 26,1 %, EU-28: 10,9 %), nahm bis 2016 jedoch wieder auf 15,7 % (Spanien: 19,6 %, EU-28: 8,6 %) ab. Im Jahr 2024 betrug die Arbeitslosenquote 8,9 %.
Katalonien ist eine hochindustrialisierte Region. Bedeutende Zweige sind Chemie, Pharmazie, Automobilbau und Textilien. Die Produktion der VW-Automarke Seat erfolgt hauptsächlich in Katalonien.
Im Agrarsektor ist besonders der Weinanbau hervorzuheben. Katalonien ist nach Frankreich der bedeutendste Produzent und Exporteur von Schaumwein. Bekannte Marken des Cava genannten Getränks sind Freixenet und Codorníu.
Trotz der wirtschaftlichen Stärke ist die Region Katalonien überschuldet. 2012 wurde ihr Rating auf Ramschniveau heruntergesetzt. Auch die Unabhängigkeitsbestrebungen beeinflussten das Rating. Im vierten Quartal 2015 ist die Verschuldung der Region Katalonien gegenüber dem dritten Quartal erneut um 5 % angestiegen und beträgt jetzt fast 73 Milliarden Euro. Damit ist dies die höchste jemals gemessene Verschuldung einer spanischen Region.
Im Jahr 2016 haben 802 Unternehmen ihren Unternehmenssitz von Katalonien in andere Regionen Spaniens verlegt. Gleichzeitig haben sich 531 Unternehmen neu angesiedelt. Damit hat sich die Anzahl der Unternehmenssitze netto verringert. Im Vergleich mit anderen Regionen Spaniens fällt auf, dass im gleichen Zeitraum insbesondere die Region Madrid stark von Unternehmensansiedlungen profitiert hat. In der politischen Diskussion wird der negative Saldo mit den katalanischen Unabhängigkeitsbestrebungen in Zusammenhang gebracht.
Mit einem Wert von 0,897 erreicht Katalonien Platz 5 unter den 17 autonomen Gemeinschaften Spaniens im Index der menschlichen Entwicklung.

### Tourismus

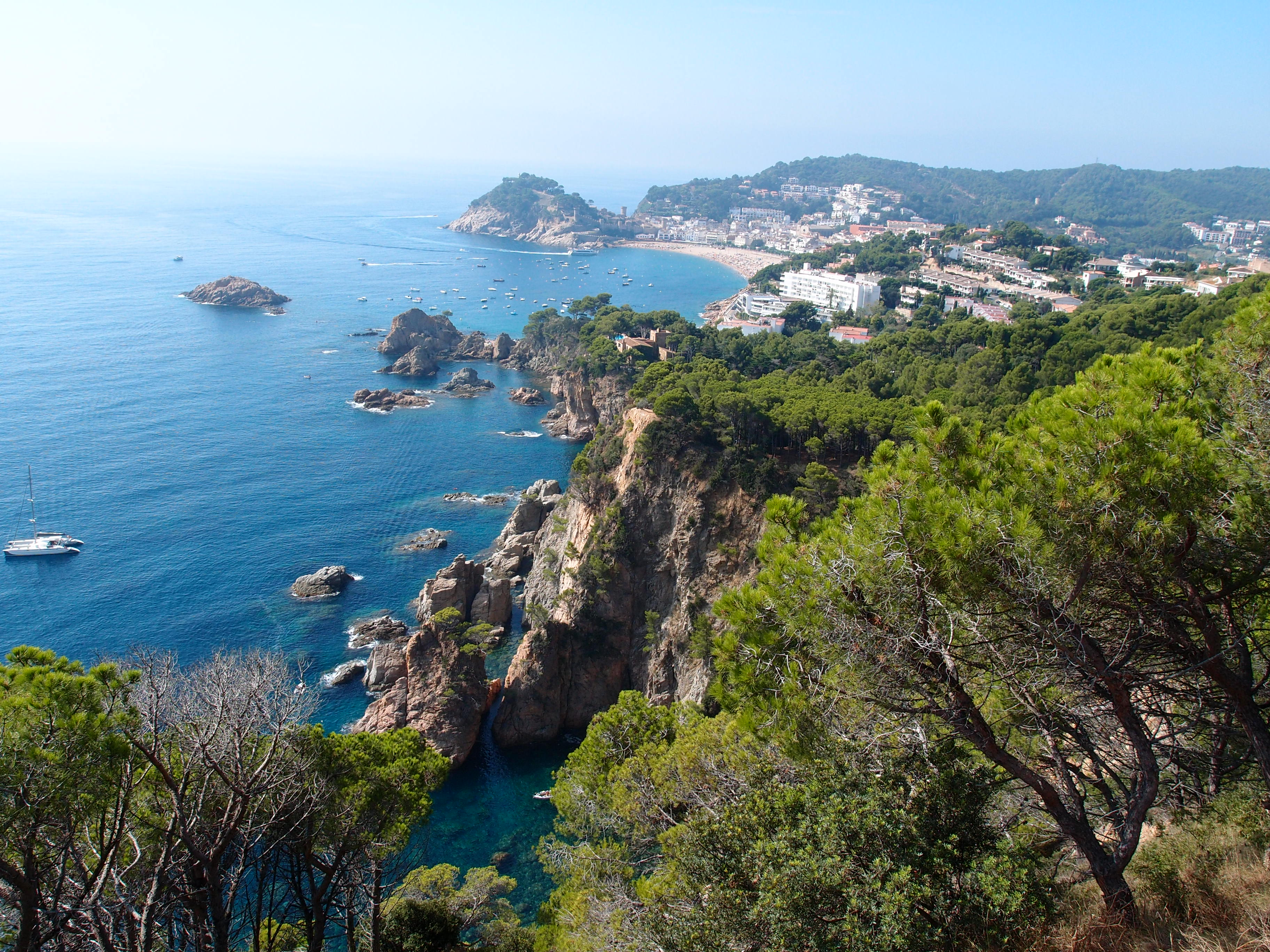
Costa Brava zwischen Tossa de Mar und Sant Feliu de Guíxols

Mit einem Anteil von 12 % am Bruttoinlandsprodukt ist der Tourismus eine der tragenden Säulen der katalanischen Wirtschaft. Als einer der wenigen Sektoren, der auch in Zeiten der Wirtschaftskrise Aussicht auf Wachstum bietet, ist in den letzten Jahren der Entwicklung des katalanischen Tourismus besondere Aufmerksamkeit gewidmet worden.
Die Badeorte der Costa Brava im Norden und der Costa Daurada im Süden sind beliebte Ferienziele für ganz Europa. Barcelona ist einer der wichtigsten Häfen des Mittelmeeres für Kreuzfahrten. Hinzu kommt ein ausdifferenziertes Reiseangebot im Landesinneren und den Pyrenäen. So gibt es Angebote im Bereich des Sporttourismus, familienfreundliche Urlaubsorte, die mit dem DTF-Siegel gekennzeichnet sind, Angebote im Bereich des ländlichen Tourismus (Turisme rural) sowie önotouristische Angebote.

## Sprachen

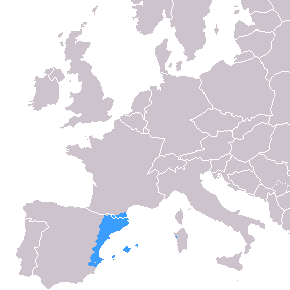
Sprachgebiet des Katalanischen. Katalanisch ist Amtssprache in Andorra sowie, neben dem Spanischen, regionale Amtssprache in Katalonien, auf den Balearen und in Valencia.

Während der Franco-Diktatur wurde der öffentliche Gebrauch der katalanischen Sprache ab 1939 zunächst unterdrückt, viele Ortsnamen wurden ins Spanische übersetzt, Schulunterricht fand bis 1967 ausschließlich auf Spanisch statt. Seit 1978 jedoch genießt die Region Katalonien einen durch die spanische Verfassung abgesicherten Autonomiestatus. Seitdem gewinnt die traditionell angestammte katalanische Sprache wieder an Bedeutung. Die verschiedenen kulturellen und sprachlichen Autonomiebestimmungen wurden im Autonomiestatut von Katalonien präzisiert und festgeschrieben. Somit gelten Spanisch (Castellano/Kastilisch) und Katalanisch heute offiziell als gleichberechtigt. Die Regionalregierung unterstützt die katalanische Sprache nach Kräften, auch Medien aller Art werden finanziell gefördert.
Nach der offiziellen Statistik bezeichneten im Jahr 2008 31,68 % der Bevölkerung Kataloniens das Katalanische als Muttersprache (Llengua inicial), und 54,99 % gaben Kastilisch (Spanisch) als Muttersprache an. Weitere 3,84 % nannten beide Sprachen als Muttersprachen. Im Val d’Aran (Arantal) sprechen ca. 7.000 Menschen Aranesisch, einen okzitanischen Dialekt. Obwohl Okzitanisch in Südfrankreich weit verbreitet ist, genießt es nur in Katalonien offiziellen Status. Die Llengua de Signes Catalana wird von 25.000 Sprechern, darunter 12.000 gehörlosen Menschen beherrscht.
Bei der statistischen Erhebung wurde auch nach der üblicherweise gebrauchten Sprache (Llengua habitual) und der Llengua d’identificació (der Sprache, mit der man sich identifiziert) gefragt. Hier schnitt das Katalanische mit 35,64 % und 37,25 % merklich besser ab.
Der Vorsprung des Kastilischen ist auf die durch Migration geprägte Sprachsituation im Großraum Barcelona (Àmbit Metropolità de Barcelona) zurückzuführen. Das Katalanische überwiegt – mit Ausnahme von Camp de Tarragona – in allen anderen Regionen (Terres de l’Ebre, Àmbit de Ponent, Comarques Centrals und Alt Pirineu i Aran).
Laut den amtlichen Erhebungen war Katalanisch in den letzten Jahren – bei rasch steigender Bevölkerungszahl (u. a. aufgrund der Zuwanderung auch aus lateinamerikanischen Ländern) – als Llengua habitual rückläufig (von 46,0 % 2003 auf 35,64 % 2008). Doch ist die Zahl derer, die beide Sprachen als ihre Llengua habitual bezeichneten, gestiegen (von 4,72 % auf 11,95 %).
Heute spricht der überwiegende Teil der Bevölkerung im Alltag auch Katalanisch. Laut einer auf Schulhöfen durchgeführten Studie neigen Sprecher mit katalanischer Muttersprache jedoch dazu, sich der Muttersprache des Gesprächspartners zu bedienen. Kastilisch-Sprecher hingegen bleiben auch gegenüber Katalanischsprachigen tendenziell bei ihrer eigenen Sprache.
Der Schriftverkehr mit Behörden und der Schul- und Hochschulunterricht erfolgen fast ausschließlich auf Katalanisch, und Unternehmen müssen ihre Publikationen (zumindest auch) in katalanischer Sprache herausgeben. Spanischsprachige Zuwanderer aus anderen Landesteilen empfinden diese Politik mitunter als schikanös, da ihnen, etwa für öffentliche Stellen, Katalanischkenntnisse abverlangt werden. Katalanisch-Sprachkurse werden vielerorts kostenlos angeboten.
Im Bereich des Fernsehens und in der Presse hat das Spanische eine beherrschende Stellung, da hier die überregionalen Medien dominieren.
Spanische Medien kritisieren die Sprachenpolitik der katalanischen Regierung zuweilen mit Überschriften wie „Wie unter Franco, nur umgekehrt: Verfolgung des Kastilischen in Katalonien“. Auch der einstige Vorsitzende der spanischen Volkspartei Partido Popular und spanische Ministerpräsident Mariano Rajoy griff 2006 in der Kampagne der spanischen Konservativen gegen das neue katalanische Autonomiestatut auf solche Vorwürfe zurück. Dazu heißt es in der Fachliteratur: „Ein besonderer Dorn im Auge ist der spanischen Rechten die sprachliche Immersion an den Grundschulen Kataloniens. Die Methode der Immersion, die auch in anderen multilingualen Kontexten (z. B. in Kanada oder Finnland) angewandt wird, zielt darauf, Kindern den zügigen Erwerb einer Zweitsprache durch zügigen Kontakt mit einer schulischen Umgebung zu erleichtern, in der die Zweitsprache eine prominente Rolle spielt. Auf Katalonien bezogen bedeutet dies im Klartext, dass Kinder, die nicht katalanische Muttersprachler sind (überwiegend also spanischsprachige Kinder), möglichst frühzeitig ein hohes Niveau an Sprachkompetenz im Katalanischen erwerben sollen. Es ist aber keineswegs intendiert, dass die Kinder … das Kastilische „verlernen“, und von einem solchen „Verlernen“ kann in der Realität auch nicht die Rede sein: Kastilisch-Unterricht ist an allen Schulen Kataloniens Pflicht.“ Auch der international bekannte katalanische Schriftsteller Manuel Vázquez Montalbán, der seine Werke in kastilischer Sprache verfasst, hat – unverkennbar polemisch – „mit beißendem Spott die hysterische Panikmache analysiert, die die Wahnvorstellung aufkommen lassen soll, mit der Immersionsmethode würden spanischsprachige Opfer in Massen von der katalanischen Sprachüberflutung ertränkt.“ Dennoch kommt es auch von Eltern vieler Schüler immer wieder zu Beschwerden von willentlicher Vernachlässigung des Spanischunterrichts bis hin zur katalanistischen Indoktrination an öffentlichen Schulen.
Dem Vorwurf der Verdrängung des Kastilischen steht die Sprachenklausel des katalanischen Autonomiestatuts von 2006 entgegen. In Artikel 6 heißt es in der offiziellen deutschen Übersetzung der Generalitat:

„Das Katalanische ist die offizielle Sprache Kataloniens, ebenso wie das Spanische, das die offizielle Sprache des spanischen Staates ist. Jeder Einzelne hat das Recht, die beiden offiziellen Sprachen zu benutzen, und die Bürger Kataloniens haben das Recht und die Pflicht, sie zu beherrschen.“

Und auf das Aranesische bezogen, besagt das Statut:

„Die okzitanische Sprache, im Aran als Aranesisch bezeichnet, ist die diesem Gebiet eigene Sprache und ist gemäß den Bestimmungen des Autonomiestatuts und den Gesetzen zur Normalisierung der Sprache eine offizielle Sprache Kataloniens.“

Katalonien versteht sich demnach als zwei- oder sogar dreisprachige Kulturnation. Rund 80 % der Katalanen, auch eine deutliche Mehrheit der Kastilisch-Sprecher Kataloniens und selbst der in Katalonien lebenden Partido-Popular-Wähler gaben in einer Studie im Herbst 2012 an, die katalanische Sprachenpolitik der Immersion zu befürworten. Nur 14,5 % aller Katalanen lehnten diese ab.
Dennoch ist Spaniens Oberster Gerichtshof, das Tribunal Supremo, häufig mit Fragen der katalanischen Sprachpolitik beschäftigt und hat die katalanischen Autoritäten bereits zu Nachbesserungen im Sinne eines besseren Angebots auch der kastilischen Sprache gezwungen. Im Juni 2013 etwa wurden mehrere Artikel eines Dekrets von 2008 für nichtig erklärt, wonach die einzige Verkehrssprache an vorschulischen Bildungseinrichtungen in Katalonien Katalanisch sein sollte.

## Kultur

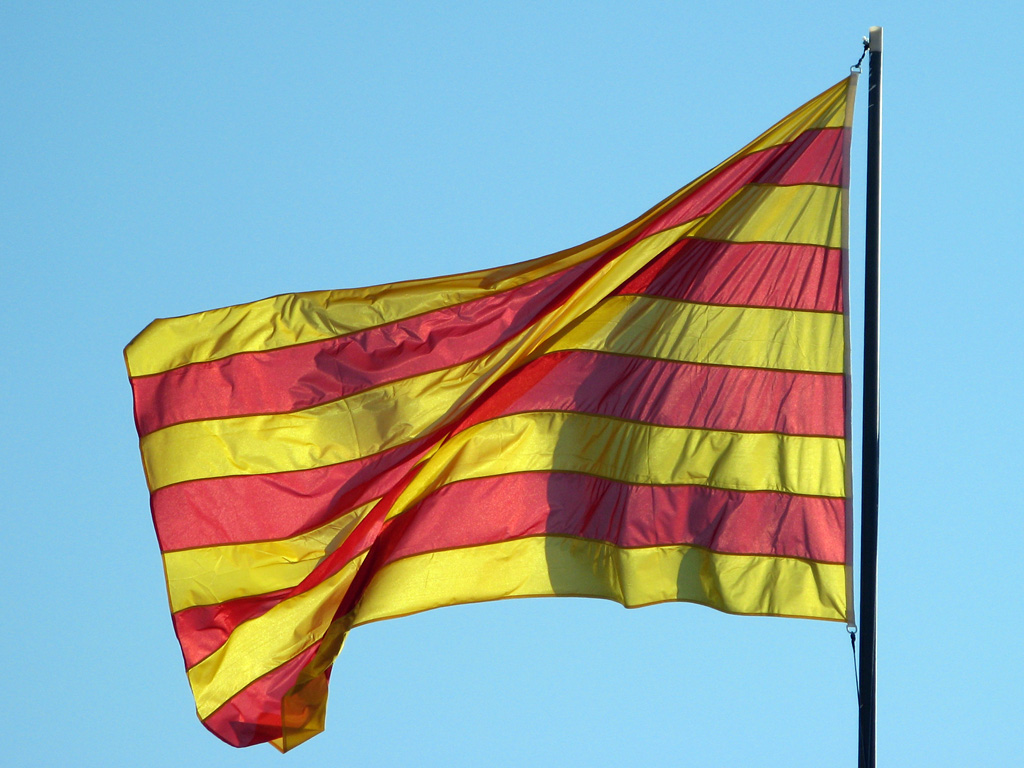
Flagge von Katalonien

Schild des Wappens von Katalonien

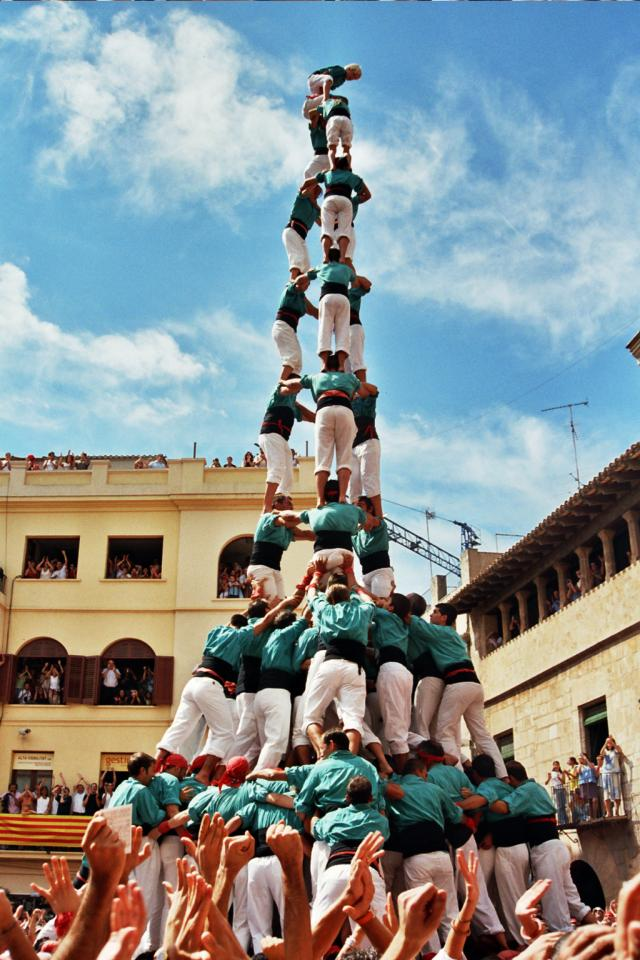
Castells

Von Katalonien im Sinne der heutigen spanischen Region unterschieden werden müssen die Katalanischen Länder (katalanisch Països Catalans), die neben der gemeinsamen Sprache, dem Katalanischen, weitere historische und kulturelle Gemeinsamkeiten aufweisen. Zu diesen „Ländern“ (Països) gehören neben der gleichnamigen Region in Spanien die Balearen, Valencia, das zu Frankreich gehörende Roussillon („Nordkatalonien“), ein schmaler Streifen in Aragonien, die sogenannte Franja de Ponent, Andorra und die Stadt Alghero (katalanisch l'Alguer) auf Sardinien. Die nördliche Grenze dieses Sprach- und Kulturraumes wird heute durch die Porta dels Països Catalans bei Salses-le-Château im Roussillon markiert.
Die katalanische Flagge (Senyera) ist gelb mit vier roten Streifen. Die katalanische Nationalhymne Els Segadors (Die Schnitter) (Titel) greift im Text einen Aufstand aus Protest gegen die kastilischen Machthaber im 17. Jahrhundert auf.
Nationalfeiertag ist der 11. September, an dem 1714 die Truppen des bourbonischen Thronprätendenten Philipp V. während des Spanischen Erbfolgekrieges Barcelona eingenommen hatten. In der Folge schaffte Philipp V. die traditionellen Institutionen der Länder der ehemaligen aragonesischen Krone ab, die während des Krieges zum größten Teil auf Seiten seiner habsburgischen Gegner standen. Die Katalanen sehen den 11. September als Tag, an dem Katalonien seine Unabhängigkeit verlor. Heute gedenkt man an dem Tag einerseits der getöteten katalanischen Soldaten, feiert andererseits insbesondere, dass es die katalanische Sprache und Kultur trotz der Repressalien bis heute überleben.
George Orwell schrieb ein bekanntes Mein Katalonien betiteltes Buch über den Spanischen Bürgerkrieg in Katalonien.
Die katalanische Tradition, am 23. April zum Gedenktag des katalanischen Schutzheiligen St. Georg (katalanisch Sant Jordi, spanisch San Jorge) Rosen und Bücher zu verschenken, übernahm die UNESCO bei der Einrichtung eines weltweiten Feiertags zu Ehren der Bücher, dem Welttag des Buches. Traditionell schenken die Männer ihrer Liebsten eine Rose und die revanchiert sich mit einem Buch. Der Brauch, Rosen zu verschenken, gilt als der ältere. Die Wahl des Tages rührt daher, dass der 23. April der Todestag von Miguel de Cervantes und William Shakespeare ist.
Auca heißt die landestypische Form der Bildergeschichte.
Die Sardana ist der bekannteste traditionelle Tanz des katalanischen Volkes.
Castells sind die spektakulären, „halsbrecherisch“ erscheinenden Menschenpyramiden, die Mannschaften (katalan. colles) aus verschiedenen Städten in Katalonien traditionell zu hohen Festlichkeiten zustande bringen. Sie können bis zu zehn „Stockwerke“ hoch sein, die Menschen in den oberen Stockwerken sind jünger (und schlanker) und als Spitze des Turmes fungiert ein kleines Kind.

In Barcelona, Paris, Berlin und New York existieren katalanische Kulturinstitute. Diese werden nach dem mallorquinischen Philosophen und Theologen Ramon Llull, Institut Ramon Llull genannt.

### Bekannte Künstler
Malerei, Architektur
- Salvador Dalí (1904–1989)
- Antoni Gaudí (1852–1926)
- Joan Miró (1893–1983)
- Antoni Tàpies (1923–2012)
- Joan Brossa (1919–1998)

Musik
- Montserrat Caballé (1933–2018)
- Josep Carreras (* 1946)
- Pau Casals (1876–1973)
- Xavier Cugat (1900–1990)
- Jordi Savall (* 1941)
- Gloria Lasso (1922–2005)
- Lluís Llach (* 1948)
- Maria del Mar Bonet (* 1947)
- Joan Manuel Serrat (* 1943)
- Tete Montoliu (1933–1997)

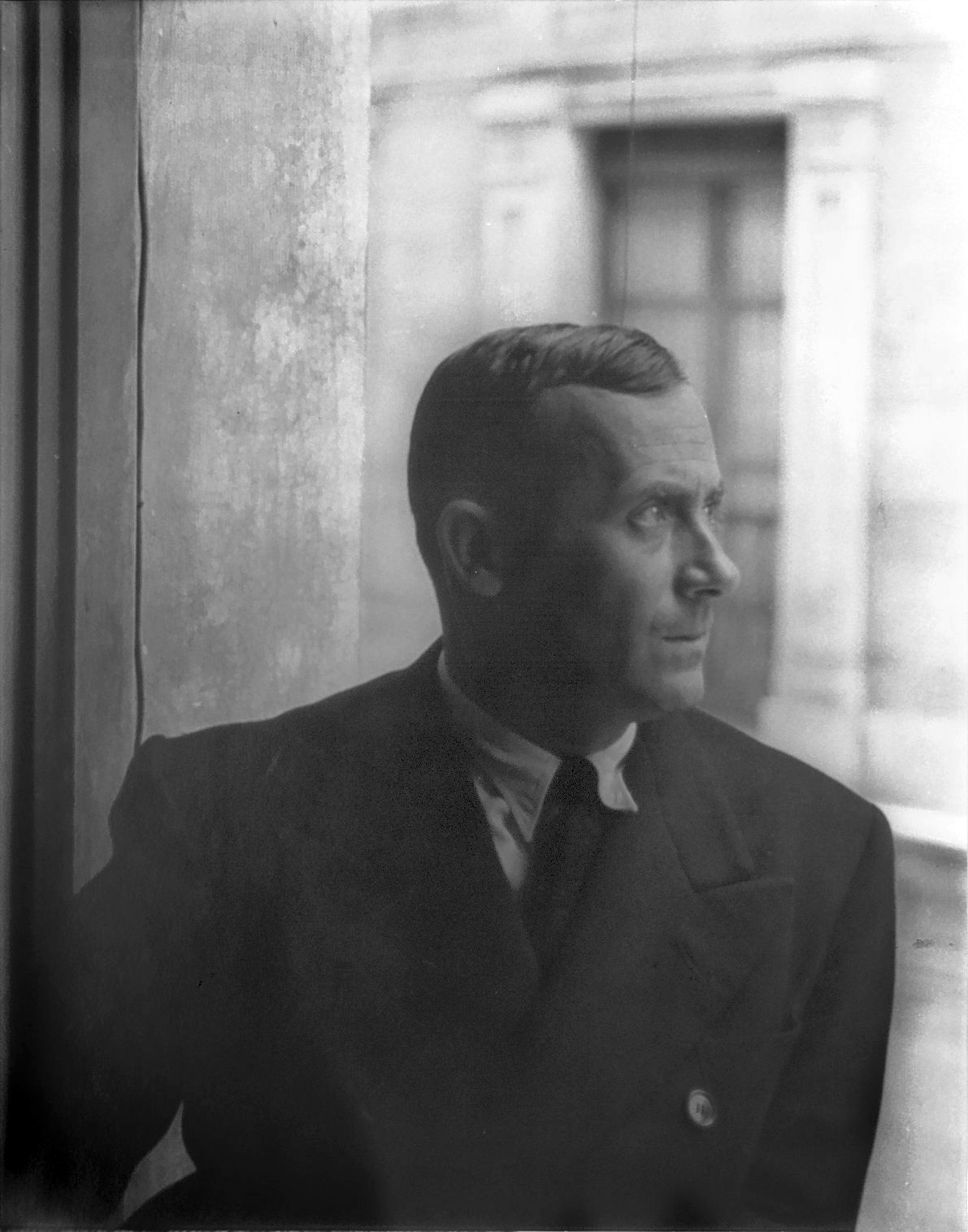
Joan Miró (1893–1983), Maler

- Victoria de los Ángeles (1923–2005)

Film
- Isabel Coixet (* 1960)
- Bigas Luna (1946–2013)
- José Luis Guerín

Kochkunst
- Carme Ruscalleda (* 1952)
- Ferran Adrià (* 1962)

LiteraturEster Xargay

### Gastland der Buchmesse 2007
2007 war die katalanische Kultur (sie und die Sprache sind auch außerhalb der Region etabliert) Ehrengast der Frankfurter Buchmesse. Signet auf Plakaten war u. a. der katalanische Esel (in einer Version ein natürlicher, in einer anderen als Parodie auf das spanische Symbol des Osborne-Stiers). Die Teilnahme von Schriftstellern, die aus Katalonien stammen, aber in spanischer Sprache schreiben, war lange umstritten.
In Katalonien sitzen besonders viele Verlage, die auch nach Südamerika liefern.
Die Johann Wolfgang Goethe-Universität Frankfurt am Main beherbergt mit 35.000 Bänden die größte katalanische Forschungsbibliothek (auf Katalanisch und über das Land – außerhalb dessen). Anlässlich des Gastlandauftritts entstand ein Abkommen, das Forschungszentrum auszubauen und das Cervantes-Institut in Frankfurt zu gründen.

### Sport
Da im Rahmen der géographie olympique von Pierre de Coubertin Nationalitäten unterhalb der Staaten mit eigenen Mannschaften auf Antrag an den Start gehen konnten (z. B. Finnland im Rahmen von Russland, Böhmen im Rahmen von Österreich-Ungarn), beantragte ein Olympisches Komitee aus Barcelona eine eigenständige olympische Mannschaft für die Olympischen Sommerspiele 1912–1928. Dieser Antrag wurde abgelehnt, da die Vertreter Spaniens im IOC aus Madrid kamen und eine Stellungnahme abgeben mussten. Juan Antonio Samaranch organisierte 1947 in Barcelona die Rollhockey-Europameisterschaft, trainierte die Mannschaft Kataloniens – und diese gewann. Barcelona bewarb sich 1931 um die Ausrichtung der Olympischen Sommerspiele 1936, die aber Berlin zugesprochen wurden, da es zur Zeit der entscheidenden Sitzung in Barcelona zu Schießereien auf der Straße kam und Berlin Ruhe und Sicherheit garantieren konnte. Im damals politisch links dominierten Barcelona fand stattdessen 1936 die Volksolympiade statt. Erst die Olympischen Sommerspiele 1992 fanden schließlich in Barcelona unter der Präsidentschaft Samaranchs statt, wobei vor allem im Kulturprogramm und bei jeder Ansage im Stadion auch die katalanische Sprache verwendet wurde. Der FC Barcelona gilt als starker Befürworter der Eigenstaatlichkeit Kataloniens und hat, da er dann nicht mehr in der 1. Spanischen Liga spielen dürfe, vorgeschlagen, dann in der 1. Französischen Liga zu spielen (was nach EU-Recht ohnehin zulässig wäre).